# B.J.Love
B.J.Loveは、アメリカ合衆国の声優。ミシガン州出身。

## 出演作品

### ゲーム
- 餓狼伝説シリーズ（フランコ・バッシュ、ヴォルフガング・クラウザー）
- ザ・キング・オブ・ファイターズシリーズ（ヴォルフガング・クラウザー）

| スタブアイコン | サブスタブ | この項目は、まだ閲覧者の調べものの参照としては役立たない、声優（ナレーターを含む）に関連した書きかけの項目です。この項目を加筆・訂正などしてくださる協力者を求めています（P:アニメ/PJ:芸能人）。 |